# フレデリック・バンティング
フレデリック・バンティング（Frederick Grant Banting、1891年11月14日 - 1941年2月21日）は、カナダの医師、医学者。

## 概要
カナダのオンタリオ州出身の医師、医学者である。ウェスタンオンタリオ大学やトロント大学で教鞭を執った。1921年にインスリンを発見し、糖尿病に対する有効な治療方法の開発に繋がった。この業績により、1923年にノーベル生理学・医学賞を受賞した。カナダ王立協会よりフラベルメダルを授与され、同協会のフェローに選任されるなど、20世紀前半のカナダを代表する学者の一人となった。1935年にはロンドンの王立協会フェローにも選出された。ジョージ5世国王からはナイトに叙されている。飛行機事故により、イギリスのニューファンドランド自治領で亡くなった。

## 来歴

### 生い立ち
バンティングはカナダのオンタリオ州アリストンで生まれた。トロント大学で医学を学び、1916年に卒業した後、第一次世界大戦中はカナダ軍の医療班に従事した。戦後、彼はカナダに戻り、1919年から20年にかけてトロントの小児病院で整形外科学の研修を終えた。

### 研究者として
1920年7月にはオンタリオ州ロンドンのウェスタンオンタリオ大学で内分泌学の講義を受け持った。1920年10月31日の夜、日課の論文読みが終わると彼は膵臓の内分泌物の単離に関するアイデアを書き留めた。これは糖尿病の有効な治療法の開発につながる第一歩だった。当時は有用な分泌物を人体から安全に採集する方法はどれも成功していなかった。自分のアイデアに魅了され、彼はロンドンを離れトロントに移った。1921年5月17日、彼はジョン・ジェームズ・リチャード・マクラウドの指導の下でトロント大学で研究を始めた。彼には、若い大学院生のチャールズ・ベストが助手として割り当てられた。

### インスリンの発見

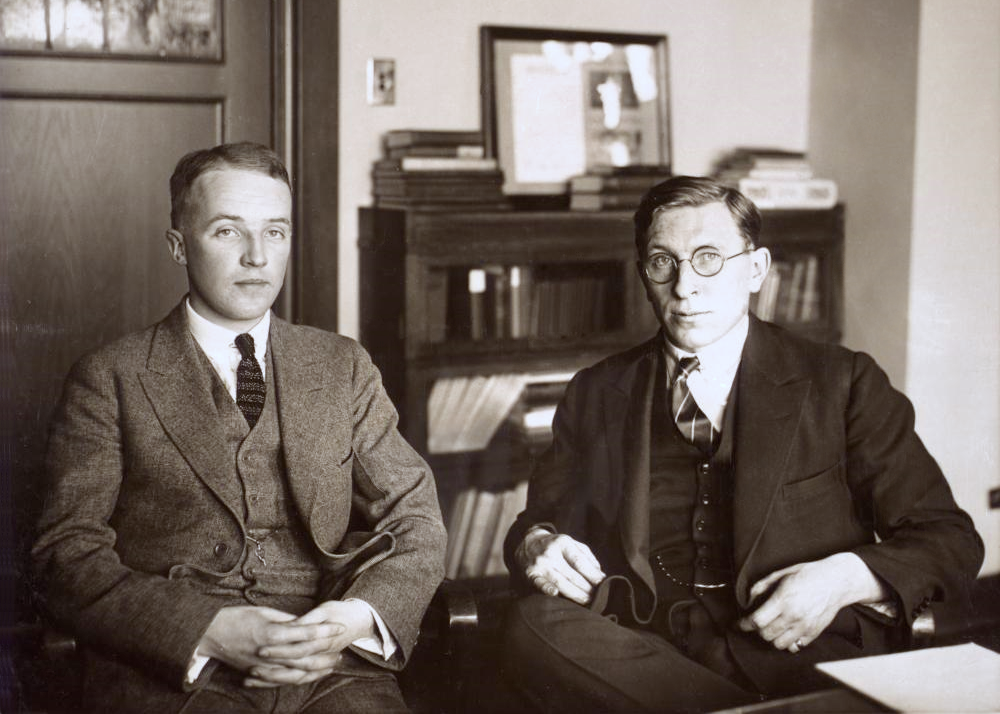
1924年、チャールズ・ベスト（左）と

夏になると、バンティングは自分のアイデアを試し、犬の膵臓管を縛る手術を試してみたところ、膵臓が部分的に萎縮した。純粋な分泌物を高濃度で含むことが期待される膵臓は数週間後に切除された。抽出物を糖尿病の犬に投与すると血糖値が下がった。
数ヵ月の実験を経て、彼の方法が成功し、抽出物によって糖尿病の犬を生かし続けておけることが明らかとなった。彼は、その時夏季休暇を一緒に過ごしていたチャールズ・ベストに熱心に繰り返し語った。回想によると、幾人かはバンティングの実験は雑で妥当性を証明できないと非難したが、秋にはマクラウドと化学者のジェームズ・コリップによって研究がさらに進められた。犬の膵臓を用いた実験は非現実的であるとされ、すぐに牛の膵臓を用いるようになった。膵臓管を縛る方法も廃れ、膵臓から分泌物を抽出する方法に取って代わった。1921年から22年にかけて抽出物を得る方法が大きく改良され、抽出物はインスリンと名づけられた。
インスリンは当時の医学で最大の進歩の一つで、数ヶ月のうちに大量生産されるようになった。その結果、治療方法のなかった糖尿病に苦しむ世界中の数百万の人たちの寿命はすぐに大幅に伸びた。レオナルド・トンプソンは世界で初めてインスリンの摂取を受けた患者である。
1923年、バンティングとマクラウドはノーベル生理学・医学賞を受賞した。バンティングは、マクラウドよりもベストの方が賞に値すると信じていたため、賞金をベストと分けた。それを受けてマクラウドは、賞金をコリップと分けた。バンティングはカナダで初めての世界的な科学者として、国内で広く尊敬された。カナダ政府は彼に対して終身の研究費を与えた。1934年、ジョージ5世は彼にナイトの爵位を与えた。
1941年2月20日夜、イギリスに向かうために乗った飛行機（ロッキード ハドソン、T9449）がニューファンドランド自治領のニューファンドランド島で墜落して重傷を負い、翌日息を引き取った。

## 顕彰
1941年、アメリカ糖尿病協会がバンティング・メダルを制定。2013年、インスリン発見に至る研究と普及後に各国から寄せられた報告などが、カナダからユネスコ記憶遺産に申請され登録された。また、2016年11月14日のGoogle Doodleは、彼の生誕125周年を記念したものとなった。

## 賞歴
- 1923年 - ノーベル生理学・医学賞。
- 1931年 - フラベルメダル。

## 栄典
- 1934年 - ナイト。